# Estación Juncal
Juncal es una estación ferroviaria ubicada en la localidad del mismo nombre, en el Departamento Constitución, Provincia de Santa Fe, Argentina.

## Servicios
La estación corresponde al Ferrocarril General Bartolomé Mitre de la red ferroviaria argentina. Presta servicios de cargas por la empresa estatal Trenes Argentinos Cargas.